# 9 × 18 mm
Die Patrone 9 × 18 mm (oder auch als 9 mm Makarow oder 9 × 18 PM bekannt) war die Standard-Pistolenmunition der Sowjetarmee und der übrigen Streitkräfte des Warschauer Paktes. In den Nachfolgestaaten der Sowjetunion ist die Patrone nach wie vor weit verbreitet.

## Entwicklung
Gegen Ende des Zweiten Weltkrieges suchte die Führung der Sowjetarmee nach Ersatz für die betagte Pistole Tokarew TT-33. Bei der Neuentwicklung der Pistole orientierte man sich an der deutschen Walther PP, die mit einfachem Masseverschluss (unverriegelter Rückstoßlader) auskam. Dementsprechend wurde auch keine starke Patrone erforderlich; dies hätte den Verschlussmechanismus überfordert.
Die Tokarew-Munition hatte eine deutlich höhere Geschossenergie und eine gestrecktere Flugbahn, denn sie war auch für den Einsatz in Maschinenpistolen vorgesehen. Mit der Ausmusterung der MPis und der Umstellung der Bewaffnung auf Sturmgewehre bestand dafür jedoch keine Notwendigkeit mehr. Die neue Patrone sollte bei geringerem Rückstoß eine größere Aufhaltekraft entfalten, die Reichweite war nachrangig. In jüngerer Vergangenheit erachtete das russische Militär die Energie der Geschosse jedoch als zu schwach und führte im Jahr 2003 mit der Jarygin PJa eine Pistole im Kaliber 9 × 19 mm ein.

## Waffen
- Pistolen: Makarow PM, Pistole vz. 82, P-64 CZAK, FEG PA-63, FEG R61, Cugir Mod. 74.
- Reihenfeuerpistole Stetschkin APS
- Maschinenpistolen: Skorpion (neben anderen Kalibern), PM-63